# José Marco de Melo
José Marco de Melo, conosciuto anche come Zé Marco (João Pessoa, 19 marzo 1971), è un ex giocatore di beach volley brasiliano, vincitore della medaglia d'argento ai Giochi olimpici di Sydney 2000.

## Biografia
Ha debuttato nel circuito professionistico internazionale il 19 febbraio 1992 a Rio de Janeiro, in Brasile, in coppia con Dennys Paredes piazzandosi in 5ª posizione. Il 25 giugno 1995 ha ottenuto la sua prima vittoria nel World tour a Marsiglia, in Francia, insieme a Emanuel Rego. Nel massimo circuito FIVB ha trionfato per 26 volte con due partner differenti e per tre volte ha concluso la classifica finale in prima posizione.
Ha disputato due edizioni dei Giochi Olimpici: ad Atlanta 1996 è giunto al nono posto in coppia con Emanuel Rego ed a Sydney 2000 ha vinto l'argento insieme a Ricardo Santos.
Ha altresì partecipato a tre edizioni dei campionati mondiali, ottenendo come miglior piazzamento la quinta posizione a Los Angeles 1997 con Emanuel Rego.

## Palmarès

### Giochi olimpici
- 1 argento: a Sydney 2000

### World tour
- Vincitore per 3 volte della classifica generale: nel 1996, nel 1997 e nel 2000
- 55 podi: 26 primi posti, 15 secondi posti e 14 terzi posti

#### World tour - vittorie
| Data              | Località               | Nazione    | in coppia con  |
| ----------------- | ---------------------- | ---------- | -------------- |
| 25 giugno 1995    | Marsiglia              | Francia    | Emanuel Rego   |
| 19 agosto 1995    | Ostenda                | Belgio     | Emanuel Rego   |
| 3 settembre 1995  | Santa Cruz de Tenerife | Spagna     | Emanuel Rego   |
| 24 settembre 1995 | Bali                   | Indonesia  | Emanuel Rego   |
| 23 dicembre 1995  | Città del Capo         | Sudafrica  | Emanuel Rego   |
| 7 aprile 1996     | Marbella               | Spagna     | Emanuel Rego   |
| 11 agosto 1996    | Pornichet              | Francia    | Emanuel Rego   |
| 25 agosto 1996    | Lignano Sabbiadoro     | Italia     | Emanuel Rego   |
| 8 settembre 1996  | Santa Cruz de Tenerife | Spagna     | Emanuel Rego   |
| 20 ottobre 1996   | Carolina               | Porto Rico | Emanuel Rego   |
| 23 febbraio 1997  | Rio de Janeiro         | Brasile    | Emanuel Rego   |
| 6 luglio 1997     | Berlino                | Germania   | Emanuel Rego   |
| 3 agosto 1997     | Klagenfurt             | Austria    | Emanuel Rego   |
| 17 agosto 1997    | Ostenda                | Belgio     | Emanuel Rego   |
| 7 dicembre 1997   | Fortaleza              | Brasile    | Emanuel Rego   |
| 15 febbraio 1998  | Rio de Janeiro         | Brasile    | Ricardo Santos |
| 26 luglio 1998    | Marsiglia              | Francia    | Ricardo Santos |
| 20 giugno 1999    | Toronto                | Canada     | Ricardo Santos |
| 4 luglio 1999     | Berlino                | Germania   | Ricardo Santos |
| 22 agosto 1999    | Santa Cruz de Tenerife | Spagna     | Ricardo Santos |
| 5 dicembre 1999   | Vitória                | Brasile    | Ricardo Santos |
| 28 maggio 2000    | Macao                  | Cina       | Ricardo Santos |
| 9 luglio 2000     | Stavanger              | Norvegia   | Ricardo Santos |
| 16 luglio 2000    | Lignano Sabbiadoro     | Italia     | Ricardo Santos |
| 23 luglio 2000    | Marsiglia              | Francia    | Ricardo Santos |
| 30 luglio 2000    | Espinho                | Portogallo | Ricardo Santos |